# Piletocera discalis
Piletocera discalis là một loài bướm đêm trong họ Crambidae.